# Први доњи кутњак
Први доњи кутњак (лат. dens molaris promus inferior) је шести зуб од сагиталне медијалне линије у оба квадранта доњег денталног лука. Позициониран је између другог премолара и другог молара, а оклузалну јединицу формира са горњим другим преткутњаком и првим кутњаком. С обзиром да се налази у центру оклузалног притиска, ово је највећи и најјачи зуб доње вилице и често се назива „сидро“ доњег денталног лука. Показује правилан знак угла и лука, лингвални нагиб круне и дистални нагиб корена.
Постоје два прва кутњака у мандибуларном денталном луку, а они се обележавају на следећи начин:
- стални доњи десни први кутњак – 46;
- стални доњи леви први кутњак – 36.

## Круна
Круна зуба (лат. corona dentis) је нижа у оклузо-цервикалном правцу у односу на преткутњаке, али је већа у свим другим димензијама. На њој се описује пет површина: букална, лингвална, две проксималне (мезијална и дистална) и оклузална.

### Букални аспект
Букална површина је трапезастог облика са базом у пределу гризне површине и то је највећа страна овог зуба. У целости је конвексна, а максимум конвекситета се налази у цервикалној и мезијалној трећини круне. Ова површина прелази у мезијалну у оштријем луку него у дисталну, односно показује правилан знак лука.
Са букалног аспекта се виде делови свих пет главних квржица. У средњој и оклузалној трећини ове стране налазе се две бразде (мезио- и дистобукална), које деле букалну површину на три неједнака дела: букомезијални (најшири, највиши и најизбаченији), букомедијални или средњи и букодистални (који је најнижи, најужи и најувученији)
Букомезијална бразда полази са оклузалне ивице, пружа се цервикално и завршава у средњој трећини круне. Често се завршава букалном јамицом или се пак дели (рамификација) у две мање браздице, које се губе после кратког пута. Дистобукална бразда има сличан правац пружања и завршава се дистобукалном јамицом или се једноставно изгуби. Понекад се у цервикалној трећини може наћи букоцервикални гребен који се пружа хоризонтално, а у средњој трећини је ретко присутно удубљење између поменутих јамица букалне површине.
Проксимални профили букалне стране су међусобно различити. Мезијални профил је конвексан у оклузалној и средњој трећини (где се налази и контактна тачка), а раван или конкаван у цервикалној трећини. Дистални профил је у целости конвексан, са висином контуре у средњој трећини. На оклузалном профилу се виде: мезиобукална, дистобукална и дистална квржица.
Цервикална линија је конвексна у правцу корена и често има облик латиничног слова „V“.

### Лингвални аспект
Лингвална површина је такође трапезастог облика, али је мања од букалне и у целости је нагнута орално. Оклузална и средња трећина круне су конвексни, а цервикална је равна или благо конкавна. Висина контуре се налази у средњој трећини оралне површине.
На овој страни налази се лингвална бразда, која маркира границу између мезио- и дистолингвалне квржице. Она се губи на споју оклузалне и средње трећине, а ретко се завршава у виду лингвалне јамице.
Проксимални профили су слични као са букалног апекта, а висине контура се налазе на споју оклузалне и средње трећине.
Цервикална линија (глеђно-цементни спој) је скоро равна и краћа је мезио-дистално.

### Мезијални аспект
Мезијална површина је ромбоидног или трапезастог облика са базом у пределу глеђно-цементног споја. Она је виша, шира и равнија од дисталне стране. Контактна зона је овоидног облика и локализована је на споју оклузалне и средње трећине. У цервикалној трећини присутна је заравњена или благо конкавна депресија троугластог облика.
Букални и лингвални профил су мање-више конвексни и конвергују ка гризној површини (према мезиобукалној и мезиолингвалној квржици). Оклузални профил формира мезијални маргинални гребен, који у средњем делу пресеца мезиомаргинална бразда.

### Дистални аспект
Ова површина личи на мезијалну, али је у свим промерима мања и заобљенија. Из овог аспекта видљив је већи део унутрашњег оклузалног поља и букалне површине.
Оклузални профил дисталне стране формира дистални маргинални гребен пресечен дистомаргиналном браздом, а у перспективи се виде дистобукална и дистолингвална квржица са одговарајућим триангуларним гребенима.

### Оклузални аспект
Гризна површина је облика четвороугла, са мањим буко-оралним промером. Она је ограничена мезијалним и дисталним маргиналним гребеном и гребенима главних квржица.

#### Спољашње оклузално поље
Спољашње оклузално поље има петоугаону контуру. Услед лингвалног нагиба круне, из ове перспективе се виде 2/3 букалне и само оклузална трећина лингвалне површине

#### Унутрашње оклузално поље
Унутрашње оклузално поље је сличног облика. Основни морфолошки елементи гризне површине су квржични и фисурни комплекс.
Квржични комплекс се састоји од пет главних квржица (што представља јединствену појаву у сталној дентицији): мезиолингвална, дистолингвална, мезиобукална, дистобукална и дистална квржица. Лингвалне квржице су више и оштрије од букалних, али је у погледу масивности највећа мезиобукална квржица, следе мезио- и дистолингвална и дистобукална, док је дистална квржица најмања са свих аспеката.
Свака квржица има четири гребена, која су добила имена према правцу пружања: букални, лингвални, мезијални и дистални квржични гребен, и четири косе равни: мезио- и дистолингвалну и мезио- и дистобукалну. Од врха сваке квржице полази триангуларни гребен, који се спушта ка централној бразди унутрашњег оклузалног поља. За разлику од горњих молара, трансверзални и коси гребени нису присутни на гризној површини.
Фисурни комплекс чине централна и две проксималне триангуларне јаме и одговарајуће бразде.
Централна јама се налази у средишњем делу оклузалне површине, кружног је облика и дубља је од проксималних јама. У њеном центру се налази централна јамица (лат. fossula centralis) из које извиру три бразде: мезиобукална, дистобукална и лингвална. Оне формирају тзв. „Y“ (ипсилон) образац фисурног комплекса.
Мезијална јамица (лат. fossula mesialis) се налази у најдубљој области мезијалне триангуларне јаме и она представља спој четири бразде: централне, мезиобукалне триангуларне, мезиолингвалне триангуларне и мезијалне маргиналне бразде.
Дистална јамица (лат. fossula distalis) није тако дубока и стециште је три бразде: централне, дистолингвалне триангуларне и дисталне маргиналне бразде.
Главна бразда је fissura centralis која се пружа целом гризном површином, од мезијалне до дисталне јамице и од које се одвајају бројне допунске бразде.

## Врат
Врат зуба (лат. collum dentis) је на букалној и оралној страни конвексан према врху корена, док је на проксималним странама подељен у три лучна сегмента (од којих су букални и лингвални конвексни према корену, а средишњи према гризној површини).

## Корен
Коренско стабло (лат. radix dentis) има две гране: мезијалну и дисталну. На попречном пресеку су овалног облика са већим буко-оралним промером. Обе гране показују дистални нагиб, а мезијални корен је обично нешто дужи и шири од дисталног. Понекад су на њиховим проксималним површинама присутне развојне депресије (лат. fissura longitudinalis).

## Димензије
| Први доњи кутњак      |                         |              |               |                    |
| Мезио-дистална ширина | Вестибуло-орална ширина | Висина круне | Дужина корена | Укупна дужина зуба |
| 11,0 mm                 | 10,0 mm                   | 7,5 mm         | 14,0 mm         | 21,5               |

## Развој зуба
| Почетак калцификације | Комплетно формирана круна | Ницање (ерупција) | Завршен раст корена |
| --------------------- | ------------------------- | ----------------- | ------------------- |
| при рођењу            | 21/2 - 3 године           | 6 - 7 година      | 9 - 10 година       |

## Варијације и аномалије
Слично осталим зубима, и први доњи кутњак показује варијације које се односе на:
- број главних квржица,
- присуство букалне јамице,
- регуларност фисурног комплекса и
- регуларност коренских грана.

Као последица конгениталног сифилиса, може се јавити малбери (енгл. mulberry) кутњак облика дудиње, када су квржице скупљене у купу.